# Xavier Jardin
 (novembre 2016).
Si vous disposez d'ouvrages ou d'articles de référence ou si vous connaissez des sites web de qualité traitant du thème abordé ici, merci de compléter l'article en donnant les références utiles à sa vérifiabilité et en les liant à la section « Notes et références ».
Pour les articles homonymes, voir Jardin (homonymie).
Xavier Jardin est un historien et un politologue français.

## Biographie
Diplômé de l'Institut d'études politiques de Paris (section Communication et ressources humaines, promotion 1992) et d'études approfondies ès études politiques, il est professeur en science politique et en histoire à l'université catholique de l'Ouest et à l'Institut d'études politiques de Paris. Il a dirigé la rédaction d'un Dictionnaire de la droite (Paris, Larousse) paru en mars 2007.

## Publications
- avec Agnès Alexandre-Collier, Anatomie des droites européennes, Paris, Armand Colin, coll. « L'histoire au présent », 2004  (ISBN 2-200-26522-0)
- (dir.), Dictionnaire de la droite, Paris, Larousse, coll. « À présent », 2007  (ISBN 2035826179)